# داته تادامونه
داته تادامونه (به ژاپنی: 伊達 忠宗 Date Tadamune)؛ (۱۶۵۸–۱۶۰۰) یک سیاست‌مدار اهل ژاپن بود.